# Челинаць (громада)
Челинаць (серб. Општина Челинац) — боснійська громада, розташована в регіоні Баня-Лука Республіки Сербської. Адміністративним центром є місто Челинаць.